# Меглинское
Меглинское (Меглино) — озеро в Пеновском муниципальном округе Тверской области России.
Расположено на севере Пеновского муниципального округа. Из озера вытекает река Меглинка.

## Данные водного реестра
По данным государственного водного реестра России относится к Верхневолжскому бассейновому округу. Речной бассейн — (Верхняя) Волга до Куйбышевского водохранилища (без бассейна Оки), речной подбассейн — Волга до Рыбинского водохранилища, водохозяйственный участок — Волга от истока до Верхневолжского бейшлота.
Код объекта в государственном водном реестре — 08010100111110000000131.